# Oleria enania
Oleria enania är en fjärilsart som beskrevs av Richard Haensch 1909. Oleria enania ingår i släktet Oleria och familjen praktfjärilar. Inga underarter finns listade i Catalogue of Life.